# Irabatha pulcherrima
Irabatha pulcherrima là một loài tò vò trong họ Ichneumonidae.